# 玫瑰獅子魚
玫瑰獅子魚，為輻鰭魚綱鮋形目杜父魚亞目獅子魚科的其中一種，分布於西北太平洋的鄂霍次克海海域，棲息深度可達150公尺，為底棲性魚類，屬肉食性，生活習性不明。

## 擴展閱讀
維基物種上的相關：玫瑰獅子魚